# Цзян Вэйго

Цзян Вэйго́ (кит. трад. 蔣緯國, упр. 蒋纬国, пиньинь Jiǎng Wěiguó, также Chiang Wei-kuo; 6 октября 1916 — 22 сентября 1997) — приёмный сын Чан Кайши, приёмный брат следующего президента Тайваня Цзян Цзинго. В годы германо-китайского сотрудничества — офицер танковых войск вермахта, в послевоенный период — генерал в армии Тайваня, высокопоставленный функционер Гоминьдана.

## Ранние годы
Родился в Токио, где Чан Кайши находился в изгнании. Лишь в конце жизни, в 1988 г., Цзян Вэйго признался, что был приёмным сыном Чан Кайши, хотя в прессе намного раньше циркулировали утверждения, что он был незаконнорождённым сыном влиятельного китайского журналиста Тай Цзитао, друга Чан Кайши, от японки Сигэмацу Канэко (重松金子).

## Военная карьера
Учился в Сучжоуском университете (в память об этом позднее на Тайване был основан университет под тем же названием).
В то время как его сводный брат Цзян Цзинго учился в Москве, сам он был направлен на учёбу в Германию, в Мюнхенскую военную академию, а позднее прошёл обучение в элитных войсках альпийских стрелков и получил право ношения нашивки «эдельвейс».
Во время аншлюса командовал танком.
В 1939 г. участвовал во вторжении в Польшу в звании лейтенанта. Затем отозван в Китай, где быстро сделал военную карьеру, уже в возрасте 32 лет получив звание полковника.
Во время кампании 1948 г. против китайских коммунистов командовал танковым батальоном, состоявшим из танков M4 Шерман. В 1949 г., после поражения гоминьдановцев, бежал на Тайвань.

## Брак
В 1944 г. женился на Ши Цзиньи (石靜宜), дочери текстильного магната с северо-запада Китая Ши Фэнсяна (石鳳翔). Жена умерла в 1953 г. во время родов. В память о ней Цзян Вэйго основал в Тайбэе Начальную школу Цзиньсинь (靜心小學).
В 1957 г. он женился на Чу Цзюйсюэ (丘如雪), также известной как Чу Айлунь (邱愛倫), происходившей из смешанной китайско-немецкой семьи, которая родила ему единственного сына, Цзян Сяокана (蔣孝剛) в 1962 г.

## Соперничество с Ли Дэнхуэем
После смерти сводного брата Цзян Цзинго, 3-го президента Тайваня, Цзян Вэйго соперничал за власть с новым лидером острова — коренным тайваньцем Ли Дэнхуэем. Участвовал в президентских выборах 1990 г. (проводившихся не напрямую, а в законодательном органе Тайваня) как кандидат в вице-президенты и напарник губернатора Тайваня Линь Янкана, которые тот проиграл Ли Дэнхуэю.

## Политический скандал
В 1991 г. горничная Цзян Вэйго по имени Ли Хунмэй (李洪美, или 李嫂) была обнаружена мёртвой в имении Цзян Вэйго в Тайбэе. В ходе расследования в доме было обнаружено 60 единиц стрелкового оружия. Цзян признал возможную связь между наличием данного оружия и смертью горничной, которая позднее была признана самоубийством. Инцидент окончательно запятнал репутацию Цзян Вэйго, в особенности на фоне сильного недовольства тайваньцев многолетним правлением династии Чан Кайши и связанной с ней коррупцией.
В начале 1990-х гг. Цзян Вэйго основал группу под названием Комитет по перемещению духа (奉安移靈小組), ходатайствовавший (безуспешно) как перед властями КНР, так и Тайваня о перезахоронении останков Чан Кайши и Цзян Цзинго в материковом Китае. В ноябре 1996 г. вдова Чан Кайши, Сун Мэйлин, окончательно убедила Цзян Вэйго отказаться от подобных требований.
Умер в возрасте 80 лет от почечной недостаточности, вызванной сахарным диабетом; похоронен на Военном мемориальном кладбище Уцзи (Wuchih).

## Награды
- Большая лента специального класса ордена Бриллиантовой звезды (16 апреля 1994 года)